# Tony Williams (batterista)
Tony Williams (Chicago, 12 dicembre 1945 – San Francisco, 23 febbraio 1997) è stato un batterista statunitense di musica jazz, tra i pionieri del movimento jazz-fusion. È noto soprattutto per la sua partecipazione al secondo quintetto del grande trombettista Miles Davis, di cui costituì un elemento fondamentale, contribuendo ad orientarne le scelte stilistiche e musicali. Williams fu uno dei batteristi più rappresentativi  della scena jazz della seconda metà del XX secolo.

## Biografia
Nato a Chicago e cresciuto a Boston, Williams inizia gli studi con il maestro batterista Alan Dawson in giovane età. Il padre è un sassofonista e Anthony lo segue nelle serate nei club, dove ha l'opportunità di esibirsi. Comincia a suonare come professionista all'età di tredici anni con il sassofonista Sam Rivers e a diciassette, trasferitosi a New York, viene ingaggiato da Jackie McLean. Qualche mese più tardi Williams acquisisce una fama considerevole grazie a Miles Davis, unendosi ad un gruppo che venne successivamente definito come il secondo grande quintetto di Davis.
Williams è stato un elemento fondamentale del gruppo, chiamato da Davis nella sua autobiografia ...the center that the group's sound revolved around.... (trad. it.: il centro attorno al quale ruotava il suono del gruppo). La sua musica creativa ha contribuito a ridefinire il ruolo della sezione ritmica del jazz attraverso l'utilizzo di poliritmi e modulazioni metriche.
Williams ha partecipato integralmente nella prima-metà degli anni 60 al movimento d'avanguardia, suonando i classici come "One Step Beyond" di Jackie McLean, "Evolution" e "Some Other Stuff" di Grachan Moncur III,  "Fuchsia Swing Song" di Sam River, "Point of Departure" di Andrew Hill, e "Out to Lunch" di Eric Dolphy. Il suo primo album come leader è "LifeTime" (1964), ispirato alla vena avanguardista. Molti di questi album progressive sono considerati tra le più grandi registrazioni jazz di tutti i tempi.
Nel 1969 forma il trio "The Tony Williams Lifetime" con John McLaughlin alla chitarra e Larry Young all'organo, a cui ha aderito successivamente Jack Bruce al basso. I "Lifetime" sono stati un gruppo pioniere del movimento fusion, con una combinazione di rock, rhythm & blues e Jazz. Il loro primo album, "Emergency!", è stato in gran parte disapprovato dalla comunità jazz al momento della sua uscita. Oggi, "Emergency!" è considerato da molti come un classico del genere "fusion".
Dopo la partenza di McLaughlin, e diversi altri album, il gruppo si sciolse per sempre nella prima metà degli anni Settanta. Nel 1975, Williams mise insieme una band che chiamò "The New Tony Williams Lifetime", con il bassista Tony Newton, il pianista Alan Pasqua, e il chitarrista inglese Allan Holdsworth; quest'ultimo ha registrato due album per la Columbia Records, "Believe It" e "Million Dollar Legs".
Nel 1985 ritornò alla Blue Note con l'album Foreign Intrigue. Alla fine Williams formò il suo quintetto acustico con il trombettista Wallace Roney, il sassofonista Bill Pierce, il pianista Mulgrew Miller e il bassista Ira Coleman. Il quintetto ha suonato quasi esclusivamente le composizioni di Williams, registrando e facendo numerosi tour dal 1986 al 1992, culminando nell'album The Story of Neptune.
Williams è stato ospite con la band Public Image Limited, guidata da John Lydon (alias Johnny Rotten dei Sex Pistols), nel loro rilascio Album/Cassette/Compact Disc (1986, il titolo dell'album variava a seconda del formato).
Williams visse e insegnò nella zona della Baia di San Francisco fino alla sua morte avvenuta quando aveva da poco compiuto 51 anni e dovuta a un attacco di cuore dopo una semplice operazione chirurgica alla cistifellea. Una delle sue ultime registrazioni è stata "The last wave" con il trio "Arcana", una collaborazione dovuta al prolifico bassista Bill Laswell.

## Discografia
Come leader 
- 1965 - Life Time (Blue Note Records, BLP-4180/BST-84180)
- 1966 - Spring (Blue Note Records, BLP-4216/BST-84216)
- 1969 - Emergency! (Polydor Records, 25-3001) con i Lifetime
- 1970 - (Turn It Over) (Polydor Records, PD-4021) con i Lifetime
- 1971 - Ego (Polydor Records, PD-4065) con i Lifetime
- 1973 - The Old Bum's Rush (Polydor Records, PD-5040) con i Lifetime
- 1975 - Believe It (Columbia Records, PC 33836) con i New Lifetime
- 1976 - Million Dollar Legs (Columbia Records, PC 34263) con i New Lifetime
- 1979 - The Joy of Flying (Columbia Records, JC 35705)
- 1980 - The Best of Tony Williams (Columbia Records, JC 36397) Raccolta
- 1980 - Play or Die (P.S. Productions Records, PS 1001)
- 1982 - Once in a Lifetime (Verve Records, VE-2-2541) Raccolta, 2 LP
- 1985 - Foreign Intrigue (Blue Note Records, BT-85119)
- 1987 - Civilization (Blue Note Records, BT-85138)
- 1988 - Angel Street (Blue Note Records, BT-48494)
- 1990 - Native Heart (Blue Note Records, B1-93170)
- 1992 - The Story of Neptune (Blue Note Records, D 111039)
- 1992 - The Collection (Columbia/Legacy Records, CK 47484) (Ristampa in un cd di Believe It e Million Dollar Legs)
- 1993 - Tokyo Live! (Blue Note Records, CDP 0777 7 99031 2 2) Live, 2 CD
- 1996 - Wilderness (Ark 21 Records, 72438 54571 2 8)
- 1996 - Young at Heart (Columbia Records, CK 69107)

 Come turnista 
 Con Miles Davis 
- 1963 - Seven Steps to Heaven (Columbia Records, CL 2051/CS 8851) Registrazioni del 14 maggio 1963
- 1964 - Miles Davis in Europe (Columbia Records, CL 2183/CS 8983) Registrazione del 27 luglio 1963
- 1964 - My Funny Valentine (Columbia Records, CL 2306/CS 9106) Registrazione del 12 febbraio 1964
- 1966 - Four & More (Columbia Records, CL 2453/CS 9253) Registrazione del 12 febbraio 1964
- 1969 - Miles in Tokyo (CBS/Sony Records, SONX 60064-R) Registrazione del 14 luglio 1964
- 1965 - Miles in Berlin (CBS Records, S 62 976) Registrazione del 25 settembre 1964
- 1965 - E.S.P. (Columbia Records, CL 2350/CS 9150) Registrazioni del 20, 21 e 22 gennaio 1965
- 1992 - The Complete Live at the Plugged Nickel 1965 (Sony Records, SRCS 5766-5772) Raccolta in 7 CD, registrazioni del 22 e 23 dicembre 1965
- 1967 - Miles Smiles (Columbia Records, CL 2601/CS 9401) Registrazioni del 24 e 25 ottobre 1966
- 1967 - Sorcerer (Columbia Records, CL 2732/CS 9532) Registrazioni del 16, 17 e 24 maggio 1967
- 1968 - Nefertiti (Columbia Records, CL 2794/CS 9594) Registrazioni del 7 e 22 giugno e 19 luglio 1967
- 1968 - Miles in the Sky (Columbia Records, CS 9628) Registrazioni del: 16 gennaio, 15-17 maggio 1968
- 1969 - Filles de Kilimanjaro (Columbia Records, CS 9750) Registrazioni del: 19-21 giugno e 24 settembre 1968
- 1976 - Water Babies (Columbia Records, PC 34396) Registrazioni del: giugno 1967, novembre 1968 e luglio 1969
- 1969 - In a Silent Way (Columbia Records, CS 9875) Registrazione del 18 febbraio 1969

 Con Grachan Moncur III 
- 1963 - Evolution (Blue Note Records, BLP-4153/BST-84153) Registrazione del 21 novembre 1963
- 1964 - Some Other Stuff (Blue Note Records, BLP 4177/BST 84177) Registrazione del 6 luglio 1964

 Con Jackie McLean 
- 1963 - One Step Beyond (Blue Note Records, BLP-4137/BST-84137) Registrazione del 30 aprile 1963
- 1980 - Vertigo (Blue Note Records, LT-1085) Registrazioni dell'11 febbraio 1963

 Con Herbie Hancock 
- 1963 - My Point of View (Blue Note Records, BLP 4126/BST 84126) Registrazione del 19 marzo 1963
- 1964 - Empyrean Isles (Blue Note Records, BLP 4175/BST 84175) Registrazione del 17 giugno 1964
- 1965 - Maiden Voyage (Blue Note Records, BLP 4195/BST 84195) Registrazione del 17 marzo 1965
- 1977 - VSOP (Columbia Records, PG 34688) 2 LP, registrazione del 29 giugno 1976
- 1982 - Quartet (Columbia Records, C2 38275) Registrazione del 28 luglio 1981
- 1998 - Town Hall Concert (Blue Note Records, 7243 4 97811 2 2) Registrazione del 22 febbraio 1985
- 2001 - Future2Future (Transparent Music Records, 500112) Registrazione del 2001

 Con Kenny Dorham 
- 1964 - Una Mas (One More Time) (Blue Note Records, BLP-4127/BST-84127) Registrazione del 1º aprile 1963

 Con Eric Dolphy 
- 1964 - Out to Lunch! (Blue Note Records, BLP 4163/BST 84163) Registrazione del 25 febbraio 1964

 Con Andrew Hill 
- 1965 - Point of Departure (Blue Note Records, BLP-4167/BST-84167) Registrazione del 21 marzo 1964

 Con Sam Rivers 
- 1965 - Fuchsia Swing Song (Blue Note Records, BLP-4184/BST-84184) Registrazione dell'11 dicembre 1964

 Con Sadao Watanabe with The Great Jazz Trio 
- 1976 - I'm Old Fashioned (East Wind Records, EW-8037) Registrazione del 22 maggio 1976

 Con The Great Jazz Trio 
- 1976 - Love for Sale (East Wind Records, 15PJ-1017) Registrazione del 22 maggio 1976
- 1977 - At the Village Vanguard (East Wind Records, EW-8053) Registrazioni del 19 e 20 febbraio 1977
- 1977 - At the Village Vanguard Vol. 2 (East Wind Records, EW-8055) Registrazioni del 19 e 20 febbraio 1977
- 1977 - Kindness, Joy, Love & Happiness (East Wind Records, EW-8056) Registrazioni del 3 e 4 ottobre 1977
- 1978 - Milestones (East Wind Records, EW-8062) Registrazione del 5 aprile 1978
- 1978 - The Great Tokyo Meeting (East Wind Records, EW-8064) Registrazione del 31 luglio 1978
- 1978 - The Great Jazz Trio Direct from L.A. (East Wind Records, EW-10005) Registrazione del 6 ottobre 1977

 Con The V.S.O.P. Quintet (Herbie Hancock) 
- 1977 - VSOP: The Quintet (Columbia Records, C2 34976) 2 LP, registrazioni del 16 e 18 luglio 1977
- 1977 - Tempest in the Colosseum (CBS/Sony Records, 40AP 771-2) 2 LP, registrazione del 23 luglio 1977
- 1979 - Five Stars (CBS/Sony Records, 30AP 1036) Registrazione del 29 luglio 1979
- 1980 - Live Under the Sky (Columbia Records, IC 36771) 2 LP, registrazione del 26 luglio 1979

 Con McCoy Tyner 
- 1977 - Supertrios (Milestone Records, M-55003) 2 LP, registrazioni del: 9, 10, 11 e 12 aprile 1977

 Con Ron Carter e Herbie Hancock 
- 1977 - Third Plane (Milestone Records, M-9105) Registrazione del 13 luglio 1977

 Con Jackie McLean and The Great Jazz Trio 
- 1978 - New Wine in Old Bottles (East Wind Records, EW 8057) Registrazioni del 6 e 7 aprile 1978

 Con Wayne Shorter 
- 1979 - The Soothsayer (Blue Note Records, LT-988) Registrazione del 4 marzo 1965

 Con Ron Carter 
- 1983 - Etudes (Elektra Musician Records, 60214-1) Registrazione del settembre 1982

 Con The Master Trio 
- 1983 - The Master Trio (Baybridge Records, KUX-183-B) Registrazioni del 16 e 17 giugno 1983
- 1984 - Blues in the Closet (Baybridge Records, KUX-187-B) Registrazioni del 16 e 17 giugno 1983

 Con Billy Childs, Philip Bailey, Roy Hargrove e Bobby Watson 
- 1992 - Pride of Lions (Sony Masterworks, SK 48192)

 Con Travis Shook 
- 1993 - Travis Shook (Columbia Records, CK 53138) Registrazione del 1º gennaio 1993  (http://hardbop.tripod.com/tshook.html)

 Con Geri Allen Trio 
- 1994 - Twenty One (Blue Note Records, CDP 7243 8 30028 2 5)

 Con Herbie Hancock, Wayne Shorter, Ron Carter e Wallace Roney 
- 1994 - A Tribute to Miles (Qwest/Reprise Records, 9 45059-2)

 Con Arcana 
- 1997 - Arc of the Testimony (Axiom Records, 314-524 431-2) Registrazione del 1997

 Con John McLaughlin e Jaco Pastorius 
- 2007 - Trio of Doom (Columbia Records, 82796 96450 2) Registrazioni del 3 e 8 marzo 1979